# Tragosoma
Tragosoma (лат.) — род жуков-усачей из подсемейства Prioninae. Единственный род усачей из трибы Meroscelisini, встречающийся на территории России. У взрослых насекомых основания усиков приближены к мандибулам и плотно прилегают к глазам, так что заходят в вырезки на их краях. Длина тела 15-30 мм.